# Scott Kelly (músico)
Scott Michael Kelly es uno de los tres miembros fundadores de la banda de metal experimental Neurosis oriunda de Oakland, California, en la que es vocalista y guitarrista. Desde 1985 él ha estado escribiendo y publicando álbumes con Neurosis, Tribus de Neurot y Blood and Time su proyecto acústico en solitario. También está involucrado en un proyecto llamado Shrinebuilder con Al Cisneros, Scott Weinrich y Dale Crover. El primer álbum de Shrinebuilder fue lanzado en octubre de 2009. También ha participado en cinco álbumes de estudio de la banda Mastodon. Además de sus proyectos musicales, Scott, junto con sus compañeros de Neurosis, es copropietario de Neurot Recordings. En abril de 2011 comenzó con un radio show de 3 horas mensuales vía streaming para Scion A/V.com. Anteriormente el operaba su propia estación de radio por Internet llamada combatmusicradio.com que contó con espectáculos semanales de él mismo, así como de Eugene S. Robinson, Joe Preston y otros.

## Influencias musicales
Kelly cita como influencias principales Black Flag, Black Sabbath, Pink Floyd, Die Kreuzen, Amebix, Jimi Hendrix, King Crimson, Neil Young, Melvins, Celtic Frost, Negative Approach, Townes Van Zandt, Voivod, y Hank Williams como las más importantes.

## Discografía
Neurosis
- Pain of Mind (1987)
- Aberration (EP) (1989)
- The Word as Law (1990)
- Empty (EP) (1990)
- Souls at Zero (1992)
- Enemy of the Sun (1993)
- Through Silver in Blood (1996)
- Times of Grace (1999)
- Sovereign (EP) (2000)
- A Sun That Never Sets (2001)
- The Eye of Every Storm (2004)
- Given to the Rising (2007)
- Honor Found in Decay (2012)

Neurosis & Jarboe
- Neurosis & Jarboe (2003)

Tribes of Neurot
- Rebegin (1995)
- Silver Blood Transmission (1995)
- Static Migration (1998)
- Grace (1999)
- 60° (2000)
- Adaptation and Survival: the Insect Project (2002)
- Meridian (2005)

Solista
- Spirit Bound Flesh (2001)
- The Wake (2008)
- The Forgiven Ghost In Me (2012)

Blood and Time
- At the Foot of the Garden (2003)
- Latitudes (2007)

Shrinebuilder
- Shrinebuilder (2009)

Corrections House
- Hoax the System / Grin with a Purpose (7") (2013)
- Last City Zero (2013)

Mastodon (como vocalista)
- Leviathan (en el track 'Aqua Dementia') (2004)
- Blood Mountain (en el track 'Crystal Skull') (2006)
- Crack the Skye (en el track 'Crack the Skye') (2009)
- The Hunter (en el track 'Spectrelight') (2011)
- Once More 'Round the Sun (en el track 'Diamonds in the Witch House') (2014)